# 丸谷博男
丸谷 博男（まるや ひろお、1948年 9月24日 - ）は、山梨県出身の建築家（一級建築士）。株式会社エーアンドーエーセントラル代表。家具デザイナーで富山大学教授の丸谷芳正は実弟。3歳半で東京に移住（中野区）、その後杉並区ひこばえ幼稚園に行く頃から練馬区に在住、40歳で世田谷区に転居する。大学は東京藝術大学、吉村順三、奥村昭雄、奥村まこと、藤木忠善、天野太郎、山本学治などに建築だけではなく、建築家としての生き方関心の持ち方を学ぶ。また遠藤楽にも、奧村昭雄との交流の中でフランク・ロイド・ライトの教えを伝えていただく。その意味では天野太郎からもライトの教えを学んでいる。日本建築学生会議が消滅した後、建築学生連絡会を1970年11月に結成し初代委員長となる。その後も新建築家技術者集団に加わり建築運動を継続している。東日本大震災では岩手県大槌町への支援を続け、1400万円の募金を集め、グランドピアノの提供、ライブハウス建設資金を提供している。現在は、東京都町田市に浮輪寮を再生し、日本の文化芸術哲学歴史を学び交流する拠点を運営している。その後、2024年5月より神奈川県葉山にある旧東伏見宮葉山別邸の再生に取り組んでいる。また、映画「森のめぐみー東京・奥多摩」を制作し、東京の水系と森の大切さと暮らしの文化を訴えている。また、東京湾沿いでは、旧築地市場跡地に眠る老中松平定信が作った「浴恩園」の再生に取り組んでいる。
金沢大学教授丸谷耕太（長男）、奥多摩に移住しまちづくり・建築活動をしている建築家丸谷晴道（次男）が家族にいる。
本籍は、石川県羽咋郡宝達町子浦、両親は樺太生まれ。

## 略歴
- 1948年 : 山梨県に生まれる
- 1972年 : 東京芸術大学美術学部建築科卒業
- 1974年 : 東京芸術大学大学院修了。同大学非常勤講師となる
- 1974年-1983年 : 東京芸術大学奥村研究室および木曽三岳奥村設計所で勤務。建築家奥村昭雄に師事
- 1983年 : 建築設計事務所エーアンドエーセントラルを設立
- 1984年-2007年 : 千葉大学非常勤講師
- 2011年-2015年 : 多摩美術大学非常勤講師
- 2017年-2019年：ICSカレッジオブアーツ学長

## 主な著書
- 『実践　木造住宅のディテール』（彰国社、1997）
- 『家づくり100 の心得』（彰国社、2007）
- 『そらどまの家』（萌文社、2013）
- 『新「そらどまの家」伝統と未来をつなぐエコハウス』（萌文社、2016）

## 事務所の出身者
- 伊礼智
- 椿千賀子
- 竹内国美